# Häädemeeste Issanda Muutmise kirik
Häädemeeste Issanda Muutmise kirik är en ortodox kyrka i Häädemeeste i landskapet Pärnumaa i sydvästra Estland. Den blev klar 1872.

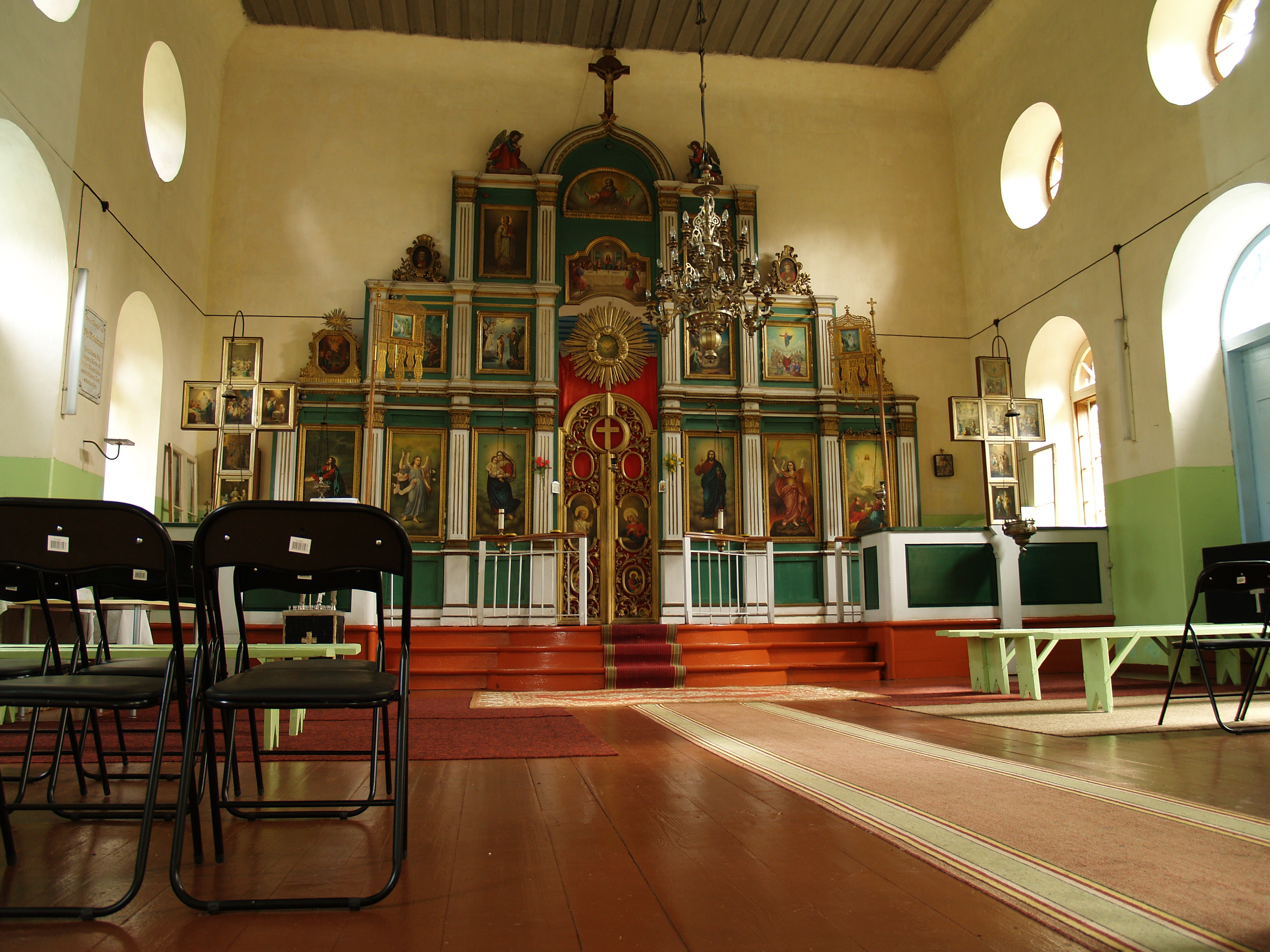
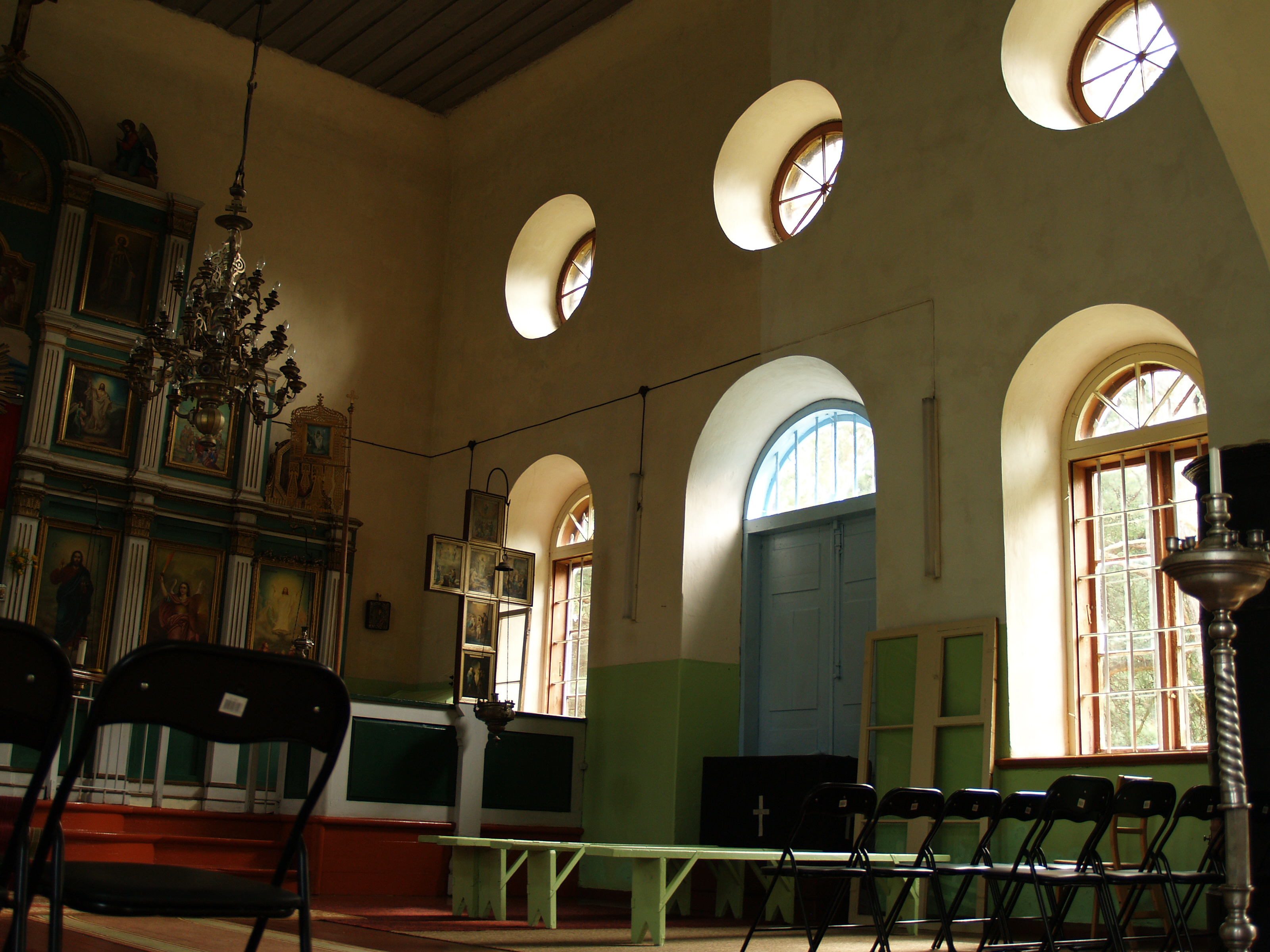
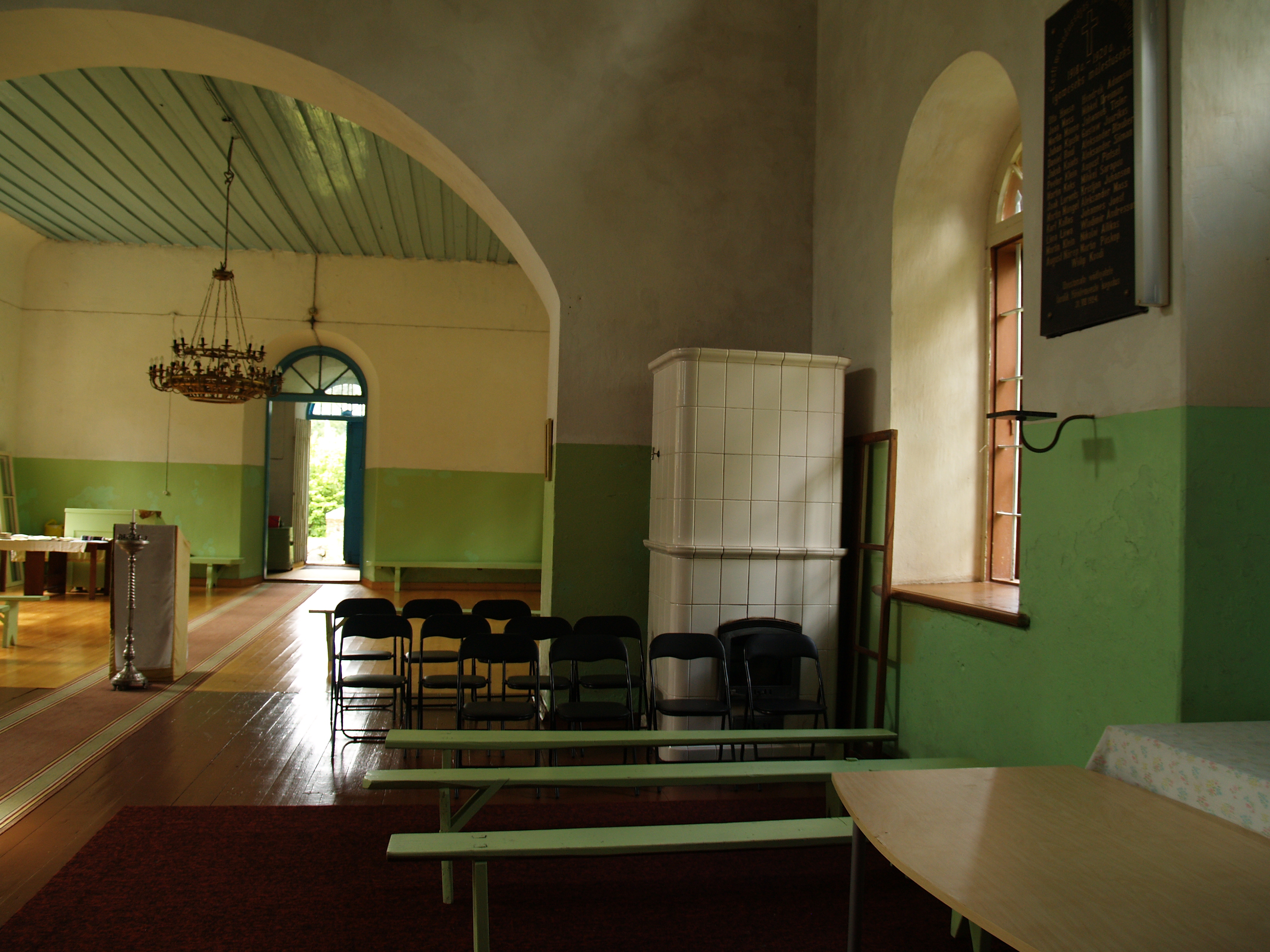
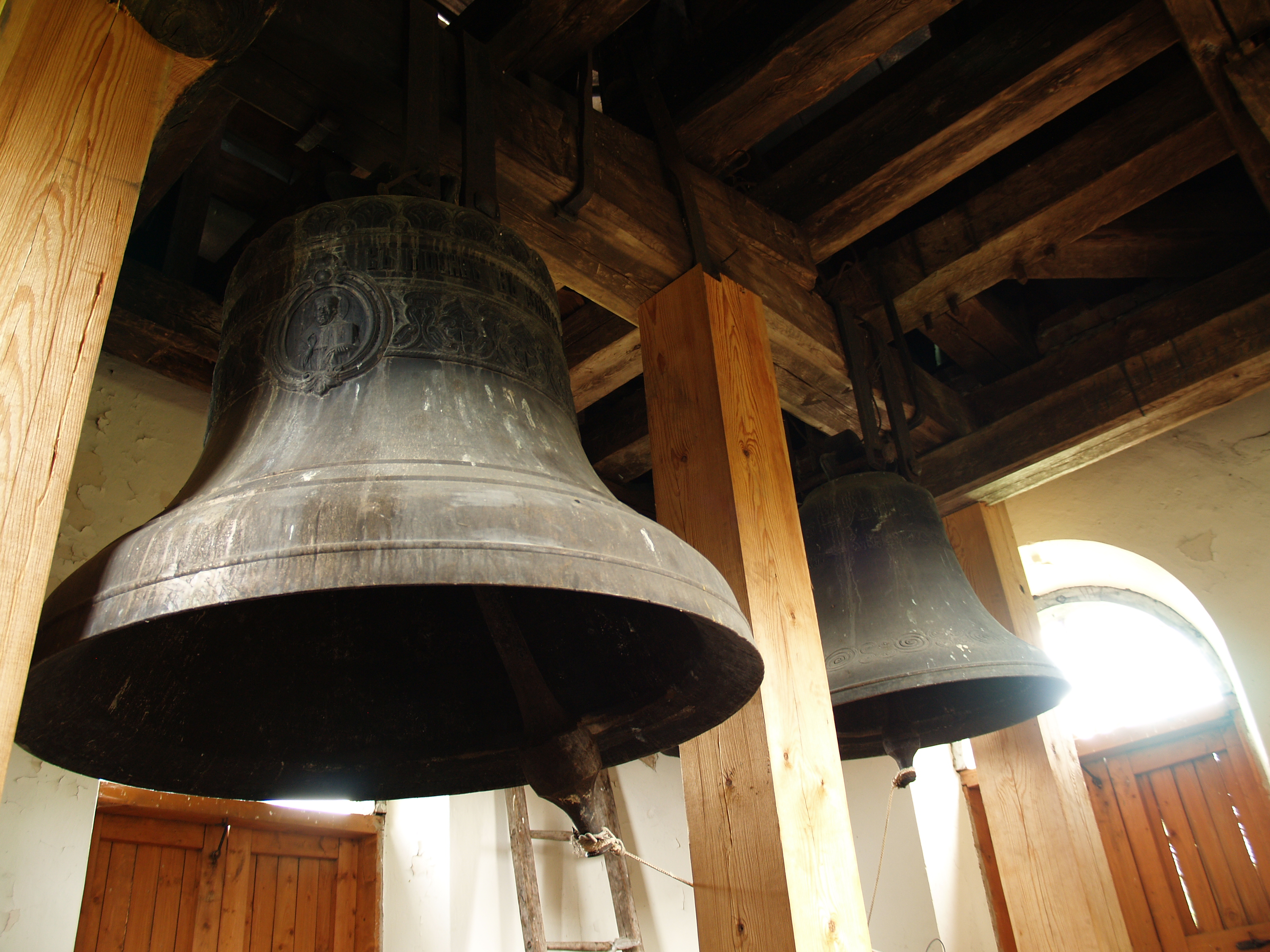